# Martin Albertz
Martin Albertz (* 7. Mai 1883 in Halle (Saale); † 29. Dezember 1956 in Berlin) war ein evangelischer Theologe und Widerstandskämpfer gegen den Nationalsozialismus.

## Leben
Er war der Sohn des Geheimen Konsistorialrats Hugo Albertz. 1910 wurde Albertz Pfarrer im niederschlesischen Stampen bei Oels (Schlesien, heute: Stępin, Landgemeinde Długołęka) und 1921 Studiendirektor des im Johannesstift Berlin-Spandau untergekommenen Predigerseminars Dembowalonka, das 1921 seinen Sitz im Herrenhaus zu Dębowa Łąka (Kulmerland) hatte aufgegeben müssen. Wegen der Finanznot des Johannesstifts zog das Predigerseminar, mit ihm Albertz, 1923 weiter in die Kückenmühler Anstalten in Stettin. Danach war er einige Jahre Superintendent in Soldin (Neumark).
Von 1931 bis 1953 war Albertz Pfarrer an St. Nikolai in Berlin-Spandau und zugleich Superintendent des Kirchenkreises Spandau. Ab 1933 engagierte er sich in der oppositionellen Bekennenden Kirche im Widerspruch gegen die regimetreuen Deutschen Christen (DC) und war als entschiedener Gegner des NS-Regimes und seiner Ideologie eine Schlüsselfigur in der Bekennenden Kirche. Möglicherweise förderte seine Ausrichtung als reformierter Theologe seine kritische Haltung, während die deutschen Lutheraner eine traditionell stärkere Bindung an die Obrigkeit hatten.
Zwei weitere Pfarrer der Nikolaigemeinde gehörten ebenfalls zur Bekennenden Kirche (BK), die beiden anderen Pfarrer und die ¾-Mehrheit des Gemeindekirchenrates der Nikolaigemeinde standen auf der Gegenseite. Es wurde heftig um Predigtpläne, Raumvergabe und Zuständigkeiten der Pfarrer für die verschiedenen Teile der Gemeinde gestritten. Die BK-Pfarrer wurden mehrfach angezeigt und verhört, sie mussten Disziplinarmaßnahmen sowohl der Kirchenleitung als auch der staatlichen Behörden hinnehmen wie zeitweise Amtsenthebung oder Inhaftierungen. Um Pfarrer Albertz stritten die Evangelischen in Spandau zehn Jahre lang. Von 1934 bis 1936 und von 1938 bis 1945 hatte er Predigtverbot in der Nikolaikirche, sodass er mit der Bekenntnisgemeinde auf „Notquartiere“ ausweichen musste, seines Superintendentenamtes war er durchgehend enthoben. DC-Pfarrer, „Frauenhilfe“ und Gemeindekirchenrat forderten die Versetzung von Albertz statt einer bloßen Beurlaubung, umgekehrt forderten die Bekennenden Christen wiederholt mit Unterschriftslisten und Eingaben seine Wiedereinsetzung. Als er im Frühjahr 1936 wieder als Pfarrer (nicht als Superintendent und auch nicht als geschäftsführender Pfarrer) amtieren durfte, kamen zu seinem ersten Gottesdienst am 5. April 1936 650 bis 700 Gemeindemitglieder.
In der Bekennenden Kirche Berlins und Brandenburgs hatte Martin Albertz die Leitung des illegalen Pfarrerprüfungswesens, das der amtlichen Kirche deren Ausbildungs- und Prüfungsmonopol streitig machte. 1936 wurde Martin Albertz auf der Bekenntnissynode in Bad Oeynhausen in die zweite Vorläufige Kirchenleitung der Bekennenden Kirche gewählt.    1937 gehörte er zu denen, die Die Erklärung der 96 evangelischen Kirchenführer gegen Alfred Rosenberg wegen dessen Schrift Protestantische Rompilger unterzeichneten.
1946 wurde Albertz Dozent für Neutestamentliche Theologie an der von der Bekennenden Kirche gegründeten Kirchlichen Hochschule Berlin und Professor für reformierte Theologie an der Humboldt-Universität.
In seinen letzten Lebensjahren widmete er sich seinen Studien besonders in der Neutestamentlichen Theologie, sofern ihm seine zahlreichen Ämter in Kirche und Ökumene (u. a. Reformierter Weltbund) dazu Zeit ließen, wobei auch eines seiner wichtigsten Werke entstand, „Die Botschaft des neuen Testaments“.
Halbbruder von Martin Albertz war der Theologe und Politiker Heinrich Albertz.